# Mikrovlnná termoterapie
Mikrovlnná termoterapie (též hypertermie), je onkologická léčebná metoda využívající mikrovlnný ohřev tkáně.

## Historie
První záznamy o možnosti léčení rakoviny zvýšenou teplotou pochází už ze starověku. Konkrétní záznamy popisující regresi nádorů pacientů po horečnatých onemocněních pochází z konce 19. století. V praxi se jedná o poměrně mladou metodu, jejíž vývoj byl značně podmíněn vývojem mikrovlnné techniky v 70. letech 20. století.
Metoda vychází z toho, že jsou některé nádorové buňky citlivé na teplotu vyšší než 42 °C, zatímco zdravé buňky zpravidla přežívají zvýšení teploty až do 45 °C.
Z toho vyplývá, že ohřev tkáně na teplotu v rozmezí 42°-45° selektivně ničí buňky nádoru.
Hypertermie je obzvláště účinná při léčení velkých nádorů.
Protože je v nádorové tkáni zhoršená cirkulace krve, je tím snížená i schopnost její termoregulace. Čím větší je nádor, tím je efekt silnější. V normální tkáni se ohřevem cirkulace krve zvýší a tím se teplota stabilizuje, v nádorové tkáni se naopak s rostoucí teplotou cirkulace snižuje, proto je možné ji velice výhodně likvidovat vyšší teplotou.
Hypertermie se používá komplementárně s radioterapií. Zatímco radioterapie je účinná na malé nádory a působí zejména na jejich povrchu, hypertermie je nejúčinnější u nádorů nad 2 cm a nejsilněji působí v jejich centru.
Na počátku 21. století se výzkum v této oblasti zaměřuje na vývoj mikrovlnných aplikátorů pro regionální léčbu, tj. aplikátorů určených pro léčení uvnitř tělních dutin a na zlepšení systému sledování a regulace teploty ohřívané tkáně.
Na některých zahraničních pracovištích také probíhá výzkum využití celotělové hypertermie při léčbě AIDS.